# Sheer Heart Attack
Sheer Heart Attack treći je studijski album britanskog rock sastava Queen, objavljen 10. studenog 1974. godine. Album je bio njihov prvi hit album, podjednako dobro primljen od publike i kritike, proveo je 24 tjedna na britanskoj top listi albuma gdje je dosegnuo broj 2, dok je u SAD-u dospio do broja 12. Uspjehu albuma pridonio je singl Killer Queen koji je izdan mjesec dana prije albuma i koji je postao prvi svjetski hit sastava, dospijevši do broja 2 na britanskoj i do broja 12 na američkoj top listi singlova. Veliki uspjeh singla širom je otvorio vrata i označio proboj sastava, osigurao im još jedan nastup na Top Of The Pops i skladateljsku nagradu "Ivor Novello" autoru pjesme Freddie Mercuryju.
 Album je svojevrsni spoj prethodna dva albuma i smatra se prvim "klasičnim" izdanjem sastava na kojem su konačno razvili svoj originalni i prepoznatljivi rock izričaj. Za razliku od prethodnika ovaj put naglasak je bio na skladbama kraće i prihvatljivije forme, sa skraćenim instrumentalnim dionicama, čime se nije izgubilo na virtuoznosti već su pjesme bile mnogo konkretnije i naglašenije. Tekstovi se više nisu toliko bavili mitologijama već su više pripadali "ovome" svijetu i normalnijim temama. Album je nastavio trend koji je započeo njegov prethodnik "kolažne" produkcije u kojoj se pjesme bez završetaka naslanjaju jedna na drugu, imao je iznimnu produkciju i glazbeno je bio veoma inovativan. Queen su ovim albumom napravili još jedan korak naprijed, spajajući različite glazbene žanrove i eksperimentirajući s novima.
 Album se smatra jednim od esencijalnih izdanja Queena i hard rock žanra, te jednim od najboljih albuma sastava. Utjecajni glazbeni magazin "Classic Rock" ga je uvrstio među 100 najvećih britanskih albuma na broj 28, a vodeći heavy metal magazin "Kerrang!" ga je isto stavio na svoju listu 100 najboljih britanskih rock albuma na broj 8. Uključen je i u knjigu "1001 album koji morate čuti prije smrti" sastavljenu od vodećih svjetskih glazbenih kritičara. Poseban je i po tome što je za vrijeme snimanja albuma gitarist Brian May bio u bolnici, te je kasnije snimio svoje dionice koje su na album namiksane naknadno. S ovim albumom Queen su postali nova globalna rock atrakcija i jedan od vodećih rock sastava druge polovine sedamdesetih godina. Slika na naslovnoj strani albuma je ponovno uradak čuvenog fotografa Mick Rocka koji je slikao sastav i za prethodni album Queen II.

## Popis pjesama
1. "Brighton Rock" (May) - 5:11
2. "Killer Queen" (Mercury) - 3:01
3. "Tenement Funster" (Taylor) - 2:48
4. "Flick Of The Wrist" (Mercury) - 3:19
5. "Lily Of The Valley" (Mercury) - 1:43
6. "Now I'm Here" (May) - 4:16
7. "In The Lap Of The Gods" (Mercury) - 3:22
8. "Stone Cold Crazy" (Mercury - May - Taylor - Deacon) - 2:14
9. "Dear Friends" (May) - 1:07
10. "Misfire" (Deacon) - 1:50
11. "Bring Back That Leroy Brown" (Mercury) - 2:13
12. "She Makes Me (Stormtrooper In Stilletoes)" (May) - 4:08
13. "In The Lap Of The Gods … Revisited" (Mercury) - 3:47

Bonus izdanje "Hollywood recordsa" iz 1991.
1. "Stone Cold Crazy" (1991 remiks Michaela Wagenera) (Mercury - May - Taylor - Deacon)

## Pjesme

### Brighton Rock
Brza, energična i melodična hard rock pjesma s instrumentalnim heavy metal dionicama koja otvara album koju je Brian May napisao 1973. godine inspiriran mladim ljubavnim parom kojeg je sreo u Brightonu, Engleska. Izvorno zamišljena kao vokalni duet dijaloga glavnih likova pjesme koje je pjevač Freddie Mercury na kraju izveo sam, otpjevajući i muške i ženske vokale. Pjesma je znamenita po svom dugom gitarskom solu koji je postao trademark gitarski solo Brian Maya kojeg je u produženoj verziji i u raznim varijacijama izvodio uživo na svim koncertima Queena, samostalne karijere i kojega izvodi još uvijek. Solo demonstrira Mayovu jedinstvenu tehniku sviranja više različitih gitarističkih harmonija i melodija u isto vrijeme pomoću eho efekta i smatra se jednim od njegovih najboljih gitarskih sola. Studijska verzija sola se obično ubraja među 100 najboljih gitarskih sola po svim izborima i anketama različitih eminentnih glazbenih publikacija, a vodeći gitaristički magazin "Guitar World" ga je stavio na broj 41. Uživo bi pjesma ili sam njen gitarski solo trajali od 9 do 16 minuta ovisno od turneje do turneje, tako da se na koncertnom albumu Live Killers nalazi kompletna pjesma s produženim gitarskim solom, bubnjarskim solom i instrumentalnom improvizacijom sva tri instrumenta uključujući bas-gitaru u trajanju od 12 minuta, dok se na drugom koncertnom albumu Live at Wembley '86 nalazi sam gitarski solo u trajanju od 9 minuta. Verzija gitarskog sola s Live Killers se smatra jednim od najboljih gitarističkih sola izvedenih uživo.

### Killer Queen
Jedna od najpoznatijih skladbi sastava i njihovih najvećih hitova koje je napisao i skladao pjevač Freddie Mercury. Lagana i artistička glam rock pjesma sa zaraznim pop refrenom i formom "zvučnog zida" koja je postala prvi internacionalni hit sastava, dospijevši do broja 2 na britanskoj i broja 12 na američkoj top listi singlova, osiguravši sastavu novi nastup na Top Of The Pops i prestižnu "Ivor Novello" nagradu njenom autoru za najbolje skladanu pjesmu. Glazbeno jedan od najsvjetlijih trenutaka sastava i njenog autora, s jednostavnom "pulsirajućom" melodijom, dominantnim klavirom i vokalnim harmonijama, te poznatim "posloženim" gitarskim solom. Pjesma je bila jedan od najvećih hitova i najboljih skladbi 1974. godine i kvalitetom je zavidno odudarala od ostalih tada dominantnih pop i rock materijala. Stihovi pjesme govore priču o eskort dami za visoku i bogatu društvenu klasu. Snimljena je dok je May bio u bolnici te je svoje dionice snimio naknadno. 1981. godine objavljena je na kompilaciji Greatest Hits, a verzija pjesme uživo se nalazi na albumima Live Killers i Queen Rock Montreal. Na video kompilaciji Greatest Video Hits 1 se nalazi izvedba pjesme na Tops Of The Pops programu. Pjesma je dio kompjuterske igre Guitar Hero, a po njoj se zove i album obrada Queenovih pjesama od drugih izvođača, kao i autorizirana knjiga fotografija sastava od poznatog fotografa Mick Rocka. 

### Tenement Funster
Hard rock pjesma s jakim glam utjecajima koju je napisao i otpjevao bubnjar Roger Taylor s njegovom prepoznatljivom buntovnom mladenačkom tematikom. Jedna od jednostavnijih pjesama na albumu koja se ubraja među najbolje skladbe bubnjara Queena i sadrži eminentne bubnjarske dionice i slične eho efekte Mayove gitare poput onih u pjesmi "Brighton Rock".

### Flick Of The Wrist
Žestoka i progresivna pjesma Freddie Mercuryja s energičnim uvodom na klaviru i "istočnjačkim" gitarskim riffom koja se direktno nadovezuje na prethodnu jedna je od agresivnijih i mračnijih na albumu, s neuobičajeno "gnjevnim" tekstom i interpretacijom za sastav. Iako je bila izdana kao zajednički singl s Killer Queen nije imala izrazitu promociju što je razlog da nije osobito popularna osim obožavateljima sastava. May je prvi puta čuo pjesmu tek kada je izašao iz bolnice i počeo snimati svoje dionice na gitari i prateće vokale. Završni stih pjesme "Baby you've been had" se može čuti i u sljedećoj pjesmi s albuma "Lily Of The Valley" koja se naslanja na nju. Pjesma je uživo bila izvođena samo na dvije turneje u razdoblju od 1974. do 1976. godine i jedan je u nizu zaboravljenih rockerskih brojeva Queena.

### Lily Of The Valley
Mercuryjeva art rock mitološka balada s jakim klasičnim utjecajem smještena u svijet fantazije "Rhye" u kojoj svira pijano i pjeva sve vokale. Pjesma glazbeno i tematski priziva prethodni album i govori o "prestanku rata u kraljevstvu Rhye i padu njegovog kralja". Ovo je jedna od najdražih pjesama Brian Maya koje je napravio Mercury u diskografiji sastava.

### Now I’m Here
Jedna od najpoznatijih i najpopularnijih hard rock pjesama Queena koju je May napisao dok je ležao u bolnici, ujedno je i drugi singl s albuma koji je dospio do broja 11 na britanskoj top listi singlova. Pjesma je snimljena u zadnjem tjednu snimanja albuma i klavir njoj svira May. Pjesma je znamenita po svom "teškom" gitarskom riffu, vokalnim harmonijama i bubnjevima, te je postala nezaobilazni koncertni standard sastava, kojega su redovito izvodili na svakom koncertu tijekom cijele karijere. Uživo je obično trajala između 6 i 9 minuta, svirali su je puno brže i žešće, ponekad i u dijelovima, a redovito bi uključivala solo na bubnjevima Rogera Taylora na kraju pjesme. Povremeno bi služila i za komunikaciju Mercuryja s publikom. Stihovi pjesme izražavaju stanje u kojem je May bio pišući skladbu, reflektirajući na netom zbog bolesti prekinutu turneju na kojoj su bili sa sastavom Mott The Hopple u SAD-u, rastuću popularnost sastava i brigu oko budućnosti istoga. Pjesma se smatra jednom od najboljih gitarističkih skladbi Brian Maya i jednom od njegovih krucijalnih stvari, te je redovito uključena u razne izbore najboljih gitarističkih pjesama, poput "Q magazina" koji ju je stavio na broj 33 najboljih svih vremena. 1981. godine je uključena na Greatest Hits kompilaciji, a 1997. godine se našla i na Queen Rocks albumu. Verzija pjesme uživo se nalazi na svakom koncertnom albumu kojega je sastav objavio s Mercuryjem kao pjevačem, a na koncertu u njegovu čast 1992. godine su je izveli Def Leppard zajedno s Brian Mayom. Videospot za pjesmu je zapravo njena koncertna izvedba u dvorani "Rainbow" u Londonu iz 1974. i nalazi se na kompilaciji Greatest Video Hits 1.

### In The Lap Of The Gods
Progresivna rock pjesma s vjerskim i mitološkim referencama koju je napisao i skladao pjevač Freddie Mercury. Prema njegovim riječima ova pjesma bila je svojevrsna priprema za Bohemian Rhapsody i album A Night at the Opera. Još jedna skladba na albumu koja glazbeno priziva prethodni album Queen II, izrazito kompleksne forme, s virtuoznim sviranjem klavira i ekstravagantnim vokalima. Mercuryjeva produkcijski napravljena vokalna intonacija pjesme daje joj "božanski" prizvuk, dok je vokalne vriskove odradio bubnjar Roger Taylor.

### Stone Cold Crazy
Inovativna i inspirativna heavy metal pjesma koja je najbrža i najžešća na albumu i jedna od najjačih pjesama sastava uopće. Prva pjesma u kojoj se kao autor navodi Queen, odnosno svi članovi sastava jer se u vrijeme izlaska albuma nitko nije sjećao tko je napisao tekst. Prema Mercuryju to je bila prva pjesma koju je Queen izvodio uživo još 1972. godine, ali tek su 1974. odlučili snimiti je u studiju. Pjesma govori o gangsteru koji razmišlja o različitim zločinima koje bi počinio i u njoj se spominje i Al Capone. Pjesma je "klasični" Queenov rockerski broj kojega su izvodili na svakom nastupu tijekom svojih prvih deset godina postojanja i jedna je od najutjecajnijih i najžešćih pjesama svoga vremena. Smatra se pretečem podžanrova metala poput thrash i speed metala. Metallica je snimila svoju obradu pjesme koju su uživo redovito izvodili, te su je objavili na svom singlu Enter Sandman s albuma Metallica iz 1991. godine, te su za nju dobili prestižnu nagradu Grammy. 1998. godine objavili su je i na svom albumu obrada Garage Inc. 1992. godine May, Taylor i Deacon izveli su je uživo na Freddie Mercury Tribute koncertu zajedno s gitaristom Black Sabbatha Tonyjem Iommijem i pjevačem sastava Metallica Jamesom Hetfieldom. Queenova verzija pjesme uživo s turneje albuma "Sheer Heart Attack" iz 1974. godine se našla na B strani singla The Miracle s istoimenog albuma iz 1989., a studijska verzija je 1997. objavljena na kompilaciji Queen Rocks. Pjesma se nalazi i kao glazbena podloga u kompjuterskoj igri Guitar Hero. Glazbeni televizijski kanal "VH1" ju je stavio kao broj 38 na svojoj listi 100 najboljih hard rock pjesama, dok je vodeći heavy metal magazin " Kerrang!" njezin poznati gitaristički riff uvrstio među 100 najboljih riffova na broj 66.

### Dear Friends
Kratka i tužna klavirska balada koju je May napisao isto za vrijeme boravka u bolnici. Glavni vokal intonira Mercury, dok njen autor svira pijano i pjeva prateće vokale. Pjesmu su obradili Def Leppardi kao svoju posvetu Brian Mayu.

### Misfire
Prva pjesma basista Johna Deacona, lagana Karibska tema na kojoj je sam odsvirao skoro sve dionice na gitari. Jedan od lošijih trenutaka albuma s vrlo izazovnim dvosmislenim tekstom i latino prizvukom. Pjesmu je u country stilu obradila američka pjevačica i kantautorica Neko Case.

### Bring Back That Leroy Brown
Neobična eksperimentalna avantgardna ragtime pjesma u jazz stilu pjevača Freddie Mercuryja koja je uz "In The Lap Of The Gods" najveći eksperiment na albumu. Mercury je pjeva na stari kabaret način uz virtuozne klavirske dionice, dok May ovdje svira ukelele bendžo gitaru. Basist John Deacon koristi kontrabas u pjesmi, a bubnjar Roger Taylor netipično za njega svira poput jazz bubnjara. Instrumentalni dio pjesme sa solima na bendžu i bas-gitari je sastav izvodio uživo kao završetak medleya tijekom sedamdesetih. Pjesma je posvećena Američkom pjevaču i tekstopiscu Jim Croceu koji je poginuo u zrakoplovnoj nesreći prethodne godine. "Bad Bad Leroy Brown" je bilo ime njegove najpoznatije pjesme. Glazbeno, skladba se smatra jednom od najbizarnijih i najčudnijih skladbi sastava i rock glazbe općenito.

### She Makes Me (Stormtrooper In Stilletoes)
Brian Mayova poluakustična melankolična progresivna rock balada s izrazitim psihodeličnim ugođajem najmračnija je i najosobnija pjesma na albumu. Pjesmu je otpjevao sam njen autor dok je Deacon odsvirao akustičnu gitaru. May je kraj pjesme opisao kao "Noćni zvukovi New Yorka" uključujući sirenu policijskog vozila iz NYC i zvukove dubokih uzdaha i teškog disanja koji postaju usporeniji i sve više naglašeniji prema kraju pjesme. Značenje pjesme nije jasno i ovo je jedna od rijetkih pjesama Queena sa skrivenom porukom, ali očito je tematika osobne naravi.

### In The Lap Of The Gods … Revisited
Poznata himnička pjesma Queena od Freddie Mercuryja koja zatvara album bila je i zadnja pjesma s kojom su završavali svoje koncerte na prvim turnejama u periodu od 1974. do 1977. godine. Ova hard rock balada uz snažan zbor i zvuk stadionskog rocka je na mnogo načina prethodnica daleko poznatijih kasnijih snažnih balada koje su postale zaštitni znak sastava, poput slavne We Are the Champions. Uz sastav pjevaju: Smokey Taylor, Rob May, Karen Fairchild i Kimberly Roads Schlapmen. Na sličan način poput Liar i još nekih pjesama i ovdje autor isprepliće stvarni život i maštu, odnosno prepričava svoja osobna iskustva kroz fantastičnu priču. Pjesma je bila koncertni favorit u periodu kad je izvođena, a ponovno je vraćena u koncertni repertoar na zadnjoj turneji sastava "The Magic Tour" 1986. godine u nešto izmijenjenom aranžmanu.